# Anthrenocerus australis
Anthrenocerus australis es una especie de escarabajo nativa de Australia, Nueva Guinea y Nueva Zelanda. De la familia Dermestidae, se le conoce comúnmente con el nombre de escarabajo de alfombra Australiano.